# 782
782（七百八十二、ななひゃくはちじゅうに）は自然数、また整数において、781の次で783の前の数である。

## 性質
- 782は合成数であり、約数は1, 2, 17, 23, 34, 46, 391, 782である。
  - 約数の和は1296。
  - 約数の和が平方数になる36番目の数である。1つ前は745、次は795。
- 23番目の五角数である。1つ前は715、次は852。
  - 五角数がハーシャッド数になる10番目の数である。1つ前は715、次は1080。
  - 五角数が楔数になる5番目の数である。1つ前は715、次は1001。
- 102番目の楔数である。1つ前は777、次は786。
  - 楔数がハーシャッド数になる26番目の数である。1つ前は777、次は874。
- 180番目のハーシャッド数である。1つ前は780、次は792。
  - 17を基とする3番目のハーシャッド数である。1つ前は629、次は935。
- 782 = 22 + 72 + 272 = 32 + 172 + 222 = 52 + 92 + 262 = 62 + 112 + 252 = 132 + 172 + 182 = 142 + 152 + 192
  - 3つの平方数の和6通りで表せる58番目の数である。1つ前は779、次は803。(オンライン整数列大辞典の数列 A025326)
  - 異なる3つの平方数の和6通りで表せる31番目の数である。1つ前は774、次は818。(オンライン整数列大辞典の数列 A025344)
- 782 = 33 + 33 + 63 + 83
  - 4つの正の数の立方数の和で表せる216番目の数である。1つ前は777、次は783。(オンライン整数列大辞典の数列 A003327)
- n = 782 のとき n と n + 1 を並べた数を作ると素数になる。n と n + 1 を並べた数が素数になる92番目の数である。1つ前は770、次は788。(オンライン整数列大辞典の数列 A030457)
- 各位の和が17になる43番目の数である。1つ前は773、次は791。

## その他 782 に関連すること
- JR九州クロ782形電車
- ミシシッピ (USS Mississippi, SSN-782) は、アメリカ海軍の攻撃型原子力潜水艦。